# Kristina Orbakaitė
Kristina Orbakaitė (in russo Кристина Эдмундовна Орбакайте?, Kristina Ėdmundovna Orbakajte; Mosca, 25 maggio 1971) è una cantante e attrice russa naturalizzata lituana.
I genitori sono la pop star russa Alla Pugačëva e l'artista circense lituano Mykolas Orbakas.

## Discografia

### Album
- 1994 – Vernost'
- 1996 – Nol' časov, nol' minut
- 1998 – Ty
- 1999 – Toj ženščine, kotoraja...
- 2000 – Maj
- 2001 – The Best
- 2001 – Remixes
- 2002 – Ver' v čudesa
- 2002 – Okean ljubvi
- 2003 – Perelëtnaja ptica
- 2005 – My Life
- 2008 – Slyšiš'.. ėto ja
- 2009 – The Best Part 1 and Part 2
- 2011 – Poceluj na bis
- 2013 – Maski